# Maria de Saxe-Altemburgo (1854–1898)
Maria de Saxe-Altemburgo (Maria Frederica Leopoldina Jorgina Augusta Alexandra Isabel Teresa Josefina Helena Sofia), (2 de agosto de 1854 - 8 de outubro de 1898) foi a esposa do príncipe Alberto da Prússia, regente do ducado de Brunswick.

## Família
Maria era a filha mais velha e única sobrevivente do duque Ernesto I de Saxe-Altemburgo e da sua esposa, a princesa Inês de Anhalt-Dessau. Os seus avós paternos eram o duque Jorge de Saxe-Altemburgo e a duquesa Maria Luísa de Mecklemburgo-Schwerin. Os seus avós maternos eram o duque Leopoldo IV de Anhalt e a princesa Frederica Guilhermina da Prússia. A sua mãe era tia da princesa Luísa Margarida da Prússia, esposa do príncipe Artur, duque de Connaught, filho da rainha Vitória.

## Casamento
Maria chegou a Potsdam na noite de 18 de abril de 1873, onde foi recebida pelo príncipe Alberto da Prússia, seu noivo. A sua boda realizou-se no dia seguinte. Os pais de Alberto tinham tido um casamento infeliz que tinha acabando em divórcio, por isso Alberto esperou até ter trinta e seis anos para se casar, certificando-se que o mesmo não voltaria a acontecer. Os espectadores comentaram que a cerimónia foi mais grandiosa do que era costume, com a cavalaria dos dragões a abrir a procissão e os imperadores como convidados. Maria foi descrita como tendo uma "beleza de menina" e uma expressão modesta e pouco pretensiosa que "não demorou a cativar os corações da multidão."
Tiveram três filhos:
1. Frederico Henrique Alberto da Prússia (15 de julho de 1874 - 13 de novembro de 1940), nunca se casou nem teve filhos.
2. Joaquim Alberto da Prússia (27 de setembro de 1876 - 24 de outubro de 1939), casado com Marie von Blich-Sulzer e Karoline Kornelia Stockhammer; com descendência.
3. Frederico Guilherme da Prússia (12 de julho de 1880 - 9 de março de 1925); casado com a princesa Ágata de Hohenlohe-Schillingsfürst; com descendência.

## Últimos anos
Em 1885, Alberto foi nomeado regente do ducado de Brunswick, substituindo o príncipe-herdeiro Ernesto Augusto de Hanôver que tinha sido retirado da sua posição pelo chanceler Otto von Bismarck. Ernesto Augusto era um parente afastado de Maria, visto que a sua mãe, a rainha Maria, era uma princesa de Saxe-Altemburgo. Depois de aceitar a regência, Alberto e Maria passaram a viver maioritariamente entre Brunswick, Berlim e Kamenz.
A princesa Maria morreu no dia 8 de Outubro de 1898 no Castelo de Kamenz. O kaiser Guilherme II e a imperatriz Augusta Vitória estiveram presentes no funeral, realizado no mesmo castelo onde a princesa morreu.
O príncipe Alberto morreu em 1906 e foi enterrado junto da esposa no Mausoléu auf dem Hutberge no parque do Castelo de Kamenz. Depois da Segunda Guerra Mundial, o mausoléu foi destruído e os corpos foram enterrados no parque.

## Genealogia
| Maria de Saxe-Anhalt | Pai: Ernesto I de Saxe-Altemburgo | Avô paterno: Jorge de Saxe-Altemburgo             | Bisavô paterno: Frederico de Saxe-Altemburgo             |
| Maria de Saxe-Anhalt | Pai: Ernesto I de Saxe-Altemburgo | Avô paterno: Jorge de Saxe-Altemburgo             | Bisavó paterna: Carlota Jorgina de Mecklemburgo-Strelitz |
| Maria de Saxe-Anhalt | Pai: Ernesto I de Saxe-Altemburgo | Avó paterna: Maria Luísa de Mecklemburgo-Schwerin | Bisavô paterno: Frederico Luís de Mecklemburgo-Schwerin  |
| Maria de Saxe-Anhalt | Pai: Ernesto I de Saxe-Altemburgo | Avó paterna: Maria Luísa de Mecklemburgo-Schwerin | Bisavó paterna: Helena Pavlovna da Rússia                |
| Maria de Saxe-Anhalt | Mãe: Inês de Anhalt-Dessau        | Avô materno: Leopoldo IV de Anhalt-Dessau         | Bisavô materno: Frederico de Anhalt-Dessau               |
| Maria de Saxe-Anhalt | Mãe: Inês de Anhalt-Dessau        | Avô materno: Leopoldo IV de Anhalt-Dessau         | Bisavó materna: Amélia de Hesse-Homburg                  |
| Maria de Saxe-Anhalt | Mãe: Inês de Anhalt-Dessau        | Avó materna: Frederica Guilhermina da Prússia     | Bisavô materno: Luís Carlos da Prússia                   |
| Maria de Saxe-Anhalt | Mãe: Inês de Anhalt-Dessau        | Avó materna: Frederica Guilhermina da Prússia     | Bisavó materna: Frederica de Mecklemburgo-Strelitz       |